# Madi
Madi — компьютерный червь, поражающий компьютеры под управлением операционной системы Microsoft Windows версий XP, 7, Vista.
Его обнаружила компания Seculert, совместно с компанией «Лаборатория Касперского».
Вирус способен собирать файлы данных, удалённо менять параметры компьютера, записывать звук и передавать это удалённому пользователю. Из расследования стало известно о более 50 заражённых за последние несколько месяцев компьютеров в Израиле. Всего же на Ближнем Востоке за 2012 год были заражены более 800 компьютеров.

## Распространение
Вирус распространялся при помощи технологий социальной инженерии. Жертвам в почтовых сообщениях отправлялись зашифрованные файлы формата MS Power Point, после открытия которых происходило заражение системы. Бэкдоры, поразившие системы 800 пользователей, были написаны на языке Delphi.

## Управление
Для управления всей инфраструктурой созданной шпионской сети использовались 5 командных веб-серверов под управлением Microsoft IIS v7.0, а также Microsoft Terminal Services для удалённого доступа к серверу. При анализе всех IP-адресов, с которых производилось управление веб-серверами, была выявлена наибольшая активность со стороны Ирана — 84 % всех соединений.